# Керью (приток Ёртома)
Керью (устар. Керь-Ю) — река в России, протекает по Удорскому району Республике Коми. Устье реки находится в 3 км по левому берегу реки Ёртом. Длина реки — 19 км.

## Данные водного реестра
По данным государственного водного реестра России относится к Двинско-Печорскому бассейновому округу, водохозяйственный участок реки — Мезень от истока до водомерного поста у деревни Малонисогорская. Речной бассейн реки — Мезень.